# Allograpta maculipleura
Allograpta maculipleura är en tvåvingeart som först beskrevs av Enrico Adelelmo Brunetti 1913.  Allograpta maculipleura ingår i släktet Allograpta och familjen blomflugor. Inga underarter finns listade i Catalogue of Life.